# Masanori Sugiura
Masanori Sugiura, född den 23 maj 1968, är en japansk idrottare som tog brons i baseboll vid olympiska sommarspelen 1992 i Barcelona, och som även tog silver i baseboll vid olympiska sommarspelen 1996 i Atlanta.